# Васе Скендерски
Васил (Васе) Скендерски е български революционер, малешевски войвода на Вътрешната македоно-одринска революционна организация.

## Биография
Васил Скендерски е роден в малешевското село Берово, тогава в Османската империя. Присъединява се към ВМОРО и до 1907 година действа като четник. След това е петрички околийски войвода. Участва на среща на петричкия революционен комитет на 6 февруари в Долна Рибница. След предателство Васе Скендерски, Мануш Георгиев и други 22 дейци на ВМОРО са убити в сражение с турски аскер в местността Трънката. Сражавайки се храбро, загива последен в битката на мръкване.